# Чемпионат мира по футболу 2022 (отборочный турнир, УЕФА, группа J)
Жеребьёвка отборочного турнира европейской квалификации чемпионата мира 2022 прошла в Цюрихе 7 декабря 2020 года. В группу J зоны УЕФА попали сборные по футболу следующих стран: Германия, Румыния, Исландия, Северная Македония, Армения и Лихтенштейн.
Матчи в группе J прошли с 25 марта 2021 года по 14 ноября 2021 года.
Сборная Германии, занявшая первое место, вышла в финальную часть чемпионата мира напрямую. Сборная Северной Македонии, занявшая второе место, принимала участие в стыковых матчах за право выхода в финальную часть турнира. Все остальные не прошли квалификацию и не попали в финальную часть.
| Поз | Команда            | И  | В | Н | П | МЗ | МП | РМ  | О  | Квалификация                        |     | Германия | Флаг Северной Македонии | Румыния | Армения | Исландия | Лихтенштейн |
| --- | ------------------ | -- | - | - | - | -- | -- | --- | -- | ----------------------------------- | --- | -------- | ----------------------- | ------- | ------- | -------- | ----------- |
| 1   | Германия           | 10 | 9 | 0 | 1 | 36 | 4  | +32 | 27 | Квалификация на Чемпионат мира 2022 |     | —        | 1:2                     | 2:1     | 6:0     | 3:0      | 9:0         |
| 2   | Северная Македония | 10 | 5 | 3 | 2 | 23 | 11 | +12 | 18 | Выход в раунд плей-офф              |     | 0:4      | —                       | 0:0     | 0:0     | 3:1      | 5:0         |
| 3   | Румыния            | 10 | 5 | 2 | 3 | 13 | 8  | +5  | 17 |                                     |     | 0:1      | 3:2                     | —       | 1:0     | 0:0      | 2:0         |
| 4   | Армения            | 10 | 3 | 3 | 4 | 9  | 20 | −11 | 12 |                                     | 1:4 | 0:5      | 3:2                     | —       | 2:0     | 1:1      |             |
| 5   | Исландия           | 10 | 2 | 3 | 5 | 12 | 18 | −6  | 9  |                                     | 0:4 | 2:2      | 0:2                     | 1:1     | —       | 4:0      |             |
| 6   | Лихтенштейн        | 10 | 0 | 1 | 9 | 2  | 34 | −32 | 1  |                                     | 0:2 | 0:4      | 0:2                     | 0:1     | 1:4     | —        |             |

## Результаты
Расписание матчей было опубликовано УЕФА после жеребьёвки 10 декабря 2020 года в Цюрихе.

### 1 тур
| Германия                              | 3:0   | Исландия |
| ------------------------------------- | ----- | -------- |
| Горецка 3′ · Хаверц 7′ · Гюндоган 56′ | отчёт |          |

| Лихтенштейн | 0:1   | Армения              |
| ----------- | ----- | -------------------- |
|             | отчёт | Фроммельт 83′ (авт.) |

| Румыния                              | 3:2   | Северная Македония          |
| ------------------------------------ | ----- | --------------------------- |
| Тэнасе 28′ · Михэйлэ 50′ · Хаджи 86′ | отчёт | Адеми 82′ · Трайковский 83′ |

### 2 тур
| Армения                     | 2:0   | Исландия |
| --------------------------- | ----- | -------- |
| Барсегян 53′ · Байрамян 74′ | отчёт |          |

| Северная Македония                                                    | 5:0   | Лихтенштейн |
| --------------------------------------------------------------------- | ----- | ----------- |
| Барди 7′ · Трайковский 51′, 54′ · Элмас 62′ · Несторовский 82′ (пен.) | отчёт |             |

| Румыния | 0:1   | Германия   |
| ------- | ----- | ---------- |
|         | отчёт | Гнабри 17′ |

### 3 тур
| Армения                                       | 3:2   | Румыния           |
| --------------------------------------------- | ----- | ----------------- |
| Ароян 56′ · Сперцян 87′ · Барсегян 89′ (пен.) | отчёт | Чикилдеу 62′, 72′ |

| Германия            | 1:2   | Северная Македония       |
| ------------------- | ----- | ------------------------ |
| Гюндоган 63′ (пен.) | отчёт | Пандев 45+2′ · Элмас 85′ |

| Лихтенштейн  | 1:4   | Исландия                                                                    |
| ------------ | ----- | --------------------------------------------------------------------------- |
| Ян. Фрик 79′ | отчёт | Севарссон 12′ · Бьяднасон 45+1′ · Паульссон 77′ · Сигурьонссон 90+4′ (пен.) |

### 4 тур
| Исландия | 0:2   | Румыния              |
| -------- | ----- | -------------------- |
|          | отчёт | Ман 47′ · Станчу 83′ |

| Лихтенштейн | 0:2   | Германия              |
| ----------- | ----- | --------------------- |
|             | отчёт | Вернер 41′ · Зане 77′ |

| Северная Македония | 0:0   | Армения |
| ------------------ | ----- | ------- |
|                    | отчёт |         |

### 5 тур
| Исландия                      | 2:2   | Северная Македония            |
| ----------------------------- | ----- | ----------------------------- |
| Бьярнасон 78′ · Гудьонсен 84′ | отчёт | Велковский 12′ · Алиоский 54′ |

| Германия                                                             | 6:0   | Армения |
| -------------------------------------------------------------------- | ----- | ------- |
| Гнабри 6′, 15′ · Ройс 35′ · Вернер 45′ · Хофманн 52′ · Адейеми 90+1′ | отчёт |         |

| Румыния              | 2:0   | Лихтенштейн |
| -------------------- | ----- | ----------- |
| Тошка 11′ · Маня 18′ | отчёт |             |

### 6 тур
| Армения               | 1:1   | Лихтенштейн |
| --------------------- | ----- | ----------- |
| Мхитарян 45+5′ (пен.) | отчёт | Н. Фрик 80′ |

| Исландия | 0:4   | Германия                                        |
| -------- | ----- | ----------------------------------------------- |
|          | отчёт | Гнабри 4′ · Рюдигер 24′ · Зане 56′ · Вернер 89′ |

| Северная Македония | 0:0   | Румыния |
| ------------------ | ----- | ------- |
|                    | отчёт |         |

### 7 тур
| Германия                | 2:1   | Румыния  |
| ----------------------- | ----- | -------- |
| Гнабри 52′ · Мюллер 81′ | отчёт | Хаджи 9′ |

| Исландия        | 1:1   | Армения      |
| --------------- | ----- | ------------ |
| Йоханнессон 77′ | отчёт | Оганесян 35′ |

| Лихтенштейн | 0:4   | Северная Македония                                                |
| ----------- | ----- | ----------------------------------------------------------------- |
|             | отчёт | Велковский 39′ · Алиоский 66′ (пен.) · Николов 74′ · Чурлинов 83′ |

### 8 тур
| Исландия                                                           | 4:0   | Лихтенштейн |
| ------------------------------------------------------------------ | ----- | ----------- |
| Тордарсон 19′ · Гюдмюндссон 35′ (пен.), 79′ (пен.) · Гудьонсен 89′ | отчёт |             |

| Северная Македония | 0:4   | Германия                                   |
| ------------------ | ----- | ------------------------------------------ |
|                    | отчёт | Хаверц 50′ · Вернер 70′, 73′ · Мусиала 83′ |

| Румыния     | 1:0   | Армения |
| ----------- | ----- | ------- |
| Митрицэ 26′ | отчёт |         |

### 9 тур
| Армения | 0:5   | Северная Македония                                                      |
| ------- | ----- | ----------------------------------------------------------------------- |
|         | отчёт | Трайковский 22′ · Барди 36′, 67′ (пен.), 90′ (пен.) · М. Ристовский 79′ |

| Германия | 9:0   | Лихтенштейн |
| --- | ----- | ----------- |
| Гюндоган 11′ (пен.) · Кауфман 20′ (авт.) · Зане 22′, 49′ · Ройс 23′ · Мюллер 76′, 86′ · Баку 80′ · Гёппель 89′ (авт.) | отчёт |             |

| Румыния | 0:0   | Исландия |
| ------- | ----- | -------- |
|         | отчёт |          |

### 10 тур
| Армения             | 1:4   | Германия                                              |
| ------------------- | ----- | ----------------------------------------------------- |
| Мхитарян 59′ (пен.) | отчёт | Хаверц 15′ · Гюндоган 45+4′ (пен.), 50′ · Хофманн 64′ |

| Лихтенштейн | 0:2   | Румыния            |
| ----------- | ----- | ------------------ |
|             | отчёт | Ман 8′ · Банку 87′ |

| Северная Македония           | 3:1   | Исландия         |
| ---------------------------- | ----- | ---------------- |
| Алиоский 7′ · Элмас 65′, 86′ | отчёт | Торстейнссон 54′ |

## Бомбардиры
5 мячей
| - Тимо Вернер | - Серж Гнабри | - Илкай Гюндоган |

4 мяча
| - Лерой Зане - Энис Барди | - Александар Трайковский | - Элиф Элмас |

3 мяча
| - Томас Мюллер | - Кай Хаверц | - Эзджан Алиоский |

2 мяча
| - Тигран Барсегян - Генрих Мхитарян - Марко Ройс - Йонас Хофманн | - Андри Гудьонсен - Альберт Гюдмюндссон - Деннис Ман | - Янис Хаджи - Александру Чикылдэу - Дарко Велковский |

1 мяч
| - Вараздат Ароян - Хорен Байрамян - Камо Оганесян - Эдуард Сперцян - Карим Адейеми - Боте Баку - Леон Горецка - Джамал Мусиала - Антонио Рюдигер - Биркир Бьяднасон - Бриньяр Инги Бьярнасон | - Исак-Бергманн Йоуханнессон - Виктор Паульссон - Биркир Мар Севарссон - Рунар Мар Сигурьонссон - Стефаун Тейтюр Тоурдарсон - Йоун Дагюр Торстейнссон - Ноа Фрик - Яник Фрик - Никушор Банку - Кристиaн Маня - Александру Митрицэ | - Валентин Михэйлэ - Николае Станчу - Алин Тошка - Флорин Тэнасе - Ариян Адеми - Илия Несторовский - Бобан Николов - Горан Пандев - Милан Ристовский - Дарко Чурлинов |

1 автогол
| - Максимилиан Гёппель (в матче против Германия) | - Даниэль Кауфман (в матче против Германия) | - Ноа Фроммельт (в матче против Армения) |